# Матиев, Сайидрахман Сарбаевич
Сайидрахма́н Сарба́евич Мати́ев (кирг. Сайидрахман Матиев; 11 апреля 1959, Кара-Сууский район, Ошская область — 13 декабря 2019, Кыргызстан) — главный дирижёр оркестра народных инструментов им. Б. Мадазимова, Народный артист Кыргызской Республики (2017).

## Биография
Родился 11 апреля 1959 года в селе Правда (ныне — Жон-Арык) Кара-Сууского района Ошской области.
В 1976 году окончил среднюю школу в селе Правда, в 1981 — Ошское музыкальное училище, в 1985 году — факультет культурно-просветительной работы Института искусств им. Б. Бейшеналиевой по специальности «дирижёр оркестра народных инструментов».
В 1985—1995 преподавал и руководил оркестром народных инструментов в Джалал-Абадском техникуме культуры им. Б. Адыкулова.
С 1998 года преподавал на отделении народных инструментов Ошского музыкального училища им. Ниязалы. Одновременно являлся артистом оркестра народных инструментов «Насыйкат» Ошской областной филармонии, затем — главным дирижёром оркестра народных инструментов им. Б. Мадазимова.
В 2007 году выпустил партитуры сборников песен «Соң-Көл баяны», в 2013 — «Кылым карыткан кыргыз күүлөрү», ставшие учебными методическими пособиями для музыкальных школ, средних и высших учебных заведений.
В 2013 году издал поэтический сборник «Таберик» и сборник мелодий «Күз кайрыктары», стал членом Союза писателей Кыргызстана.

## Награды
- Заслуженный деятель культуры Кыргызской Республики (2008)
- Народный артист Кыргызской Республики (2017)[3][2].